# Wereldkampioenschap waterski racing 1993
Het wereldkampioenschap waterski racing 1993 was een door de International Water Ski Federation (IWSF) georganiseerd kampioenschap voor waterskiërs. De 8e editie van het wereldkampioenschap vond plaats in het Franse Vichy op 19 september 1993.

## Uitslagen
| Goud   | Kirk Book        |
| Zilver | Carlo Cassa      |
| Brons  | Stefano Gregorio |

| Goud   | Leanne Brown    |
| Zilver | Lori Dunsmore   |
| Brons  | Debbie Nordblad |

1979 ·
1981 ·
1983 ·
1985 ·
1987 ·
1989 ·
1991 ·
1993 ·
1995 ·
1997 ·
1999 ·
2001 ·
2003 ·
2005 ·
2007 ·
2009 ·
2011 ·
2013 ·
2015 ·
2017 ·
2019